# Ферганский политехнический институт

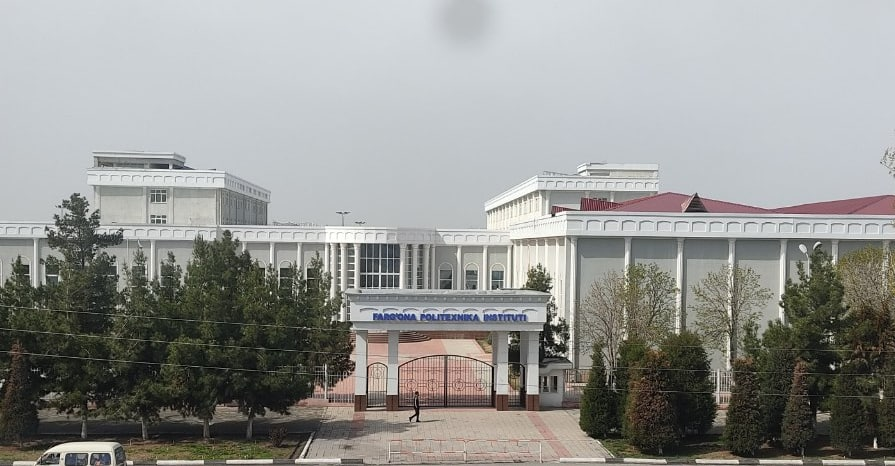
Ферганский политехнический институт

Ферганский политехнический институт (узб. Farg‘ona politexnika instituti) — высшее учебное заведение в Узбекистане. Основан в 1967 году по решению Министерства высшего и среднего специального образования в целях подготовки молодых кадров для ведущих предприятий химической и нефтехимической отраслей в регионе и за его пределами. На сегодняшний день институт осуществляет также и научно-исследовательскую деятельность в области машиностроения, энергетики, химии и экономики.

## История
В 14 июня 1967 года указом № 251-а Министерства образования УзССР было принято решение о создании на базе Ферганского филиала Ташкентского политехнического института самостоятельного втуза. Специально для этого под реконструкцию и дальнейшее переоснащение были выделены несколько зданий, принадлежавших стройтресту № 8, а также Ферганского НПЗ и ПО «Азот».
В первые годы существования института в нём работали около 70 преподавателей, 3 из которых имели степень кандидата технических наук. К настоящему времени их насчитывается уже 527, из них доцентов — около 100 и профессоров — 15.

## Структура
В настоящее время формируются факультеты университета. До реорганизации Ферганский политехнический институт подразделялся на 8 факультетов:
- Строительный
- Механико-машиностроительный
- Энергетический
- Химико-технологический
- Управление в производстве
- Легкой и текстильной промышленности
- Архитектуры и строительных материалов
- Компьютеризированные системы проектирования

До реорганизации в институте функционировало 32 кафедры: из них 10 — общего назначения, и 22 — узкой специализации. Осуществляется подготовка кадров по 33 направлениям бакалавриата и 14 — магистратуры. Всего в образовательном учреждении на начало 2021 года обучаются 12 968, в том числе в магистратуре — 470.
В институте функционируют две образовательные программы совместно с ведущими университетами Российской Федерации:  Белгородским государственным технологическим университетом имени В.Г.Шухова и Новосибирским государственным техническим университетом.

## Руководство
До реорганизации ректором Ферганского политехнического института являлся Уктам Рахимович Саломов.

## Известные выпускники
- Отабоев, Алишер Абдужалилович — хоким Ферганской области (2000—2004). Имеет специальность инженера-механика.

- Курпаяниди, Константин Иванович — профессор, Член-корреспондент Российской Академии Естествознания, Академик Международной Академии теоретических и прикладных наук. Наукометрический показатель, индекс Хирша К.И. Курпаяниди